# Mackaya bella
Mackaya bella är en akantusväxtart som beskrevs av William Henry Harvey. Mackaya bella ingår i släktet Mackaya och familjen akantusväxter. Inga underarter finns listade i Catalogue of Life.

## Bildgalleri

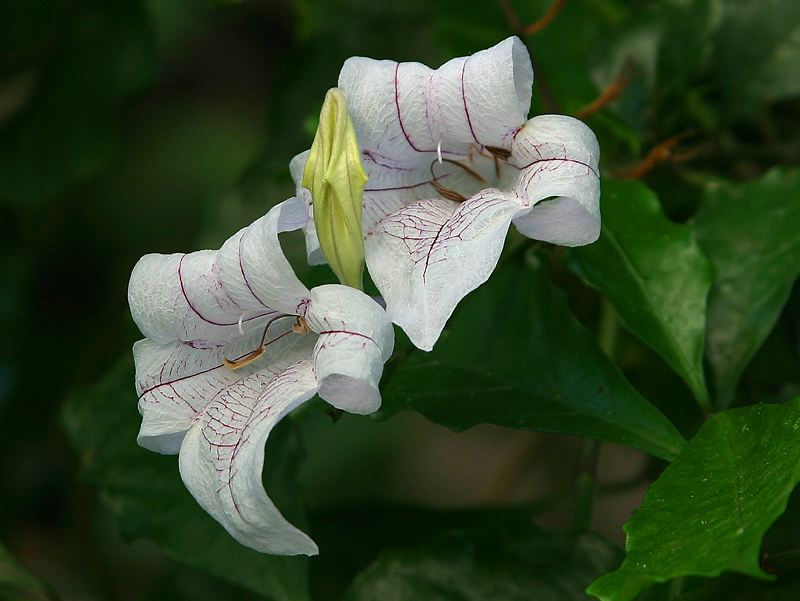
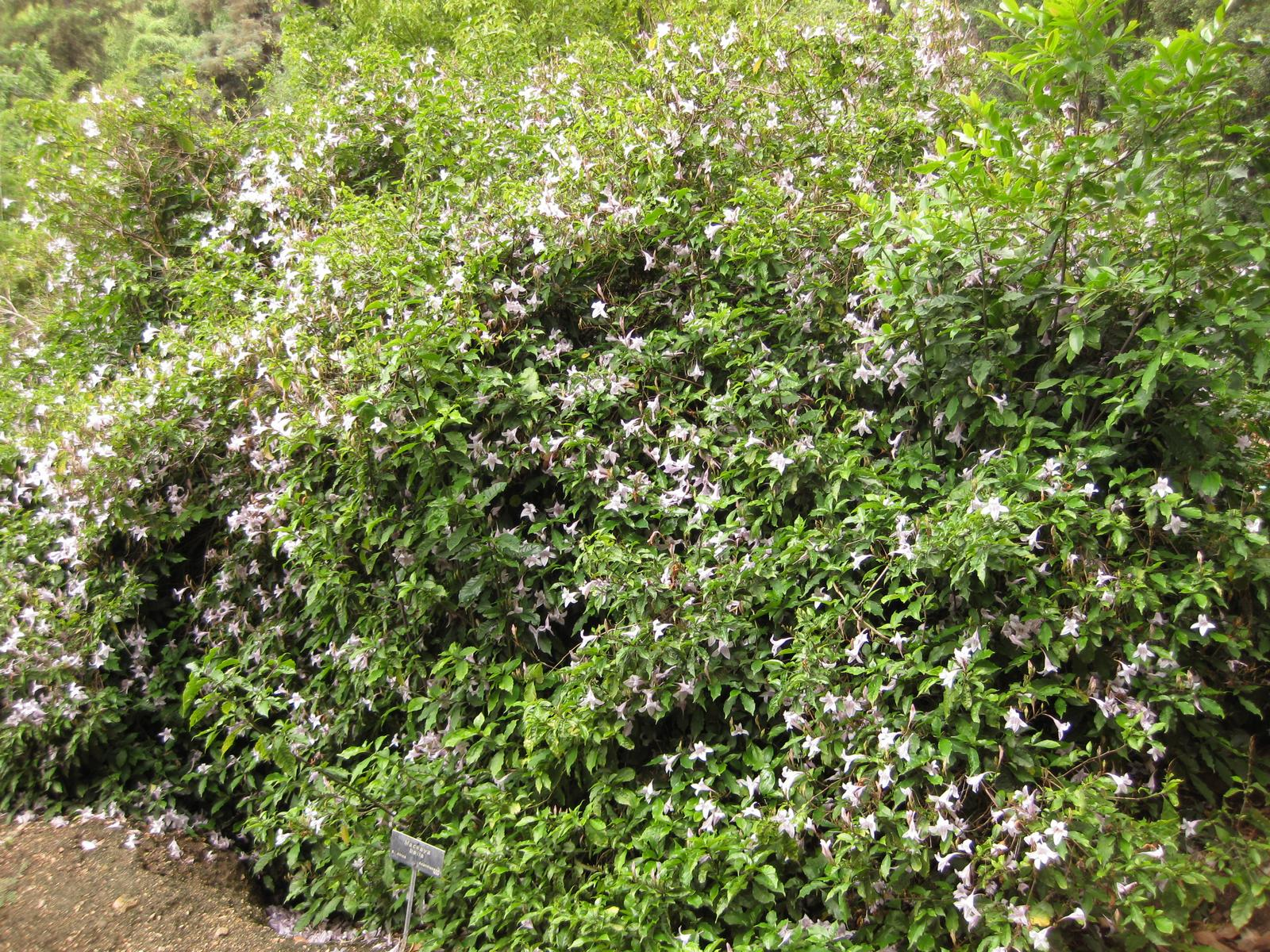
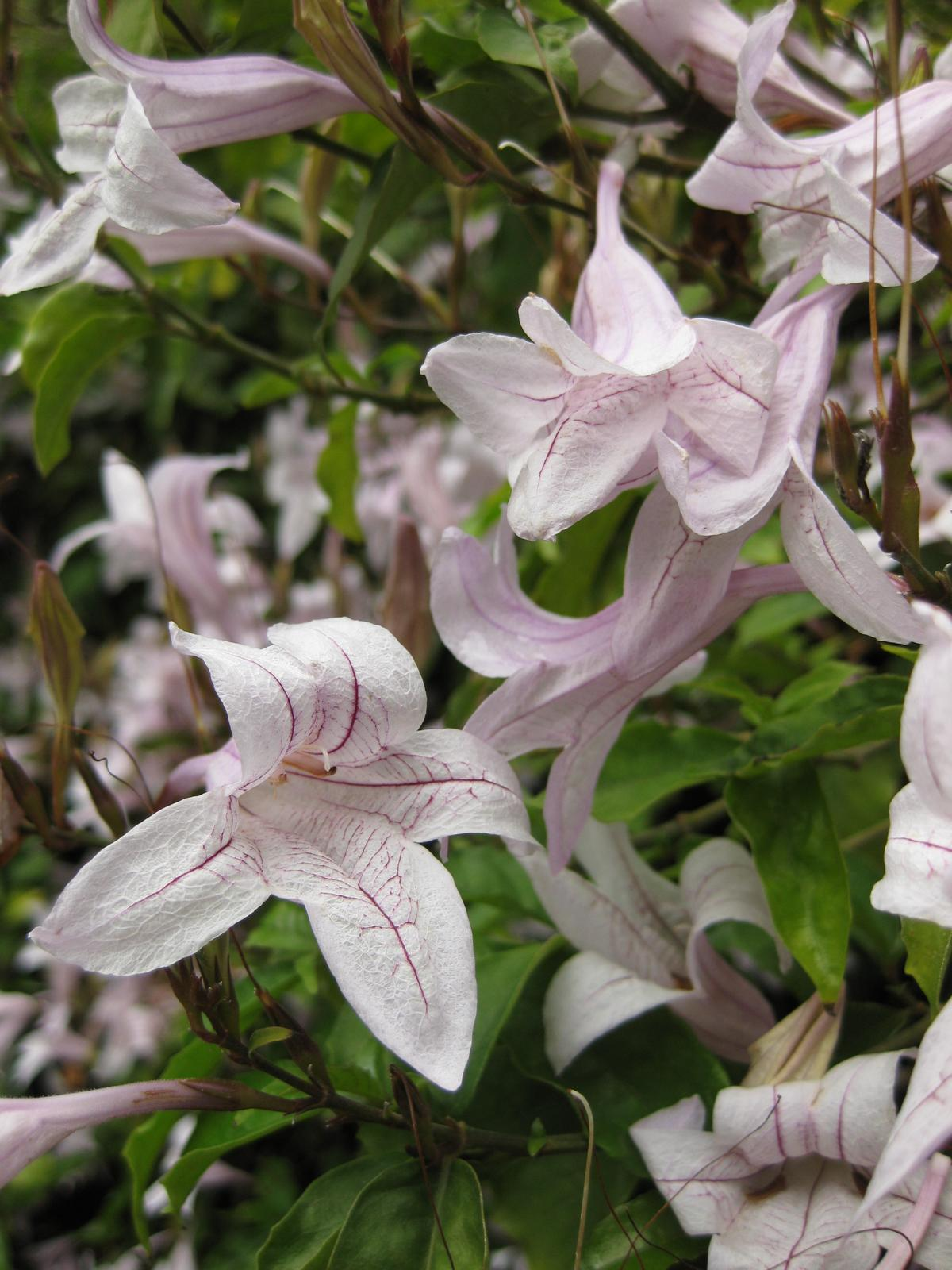
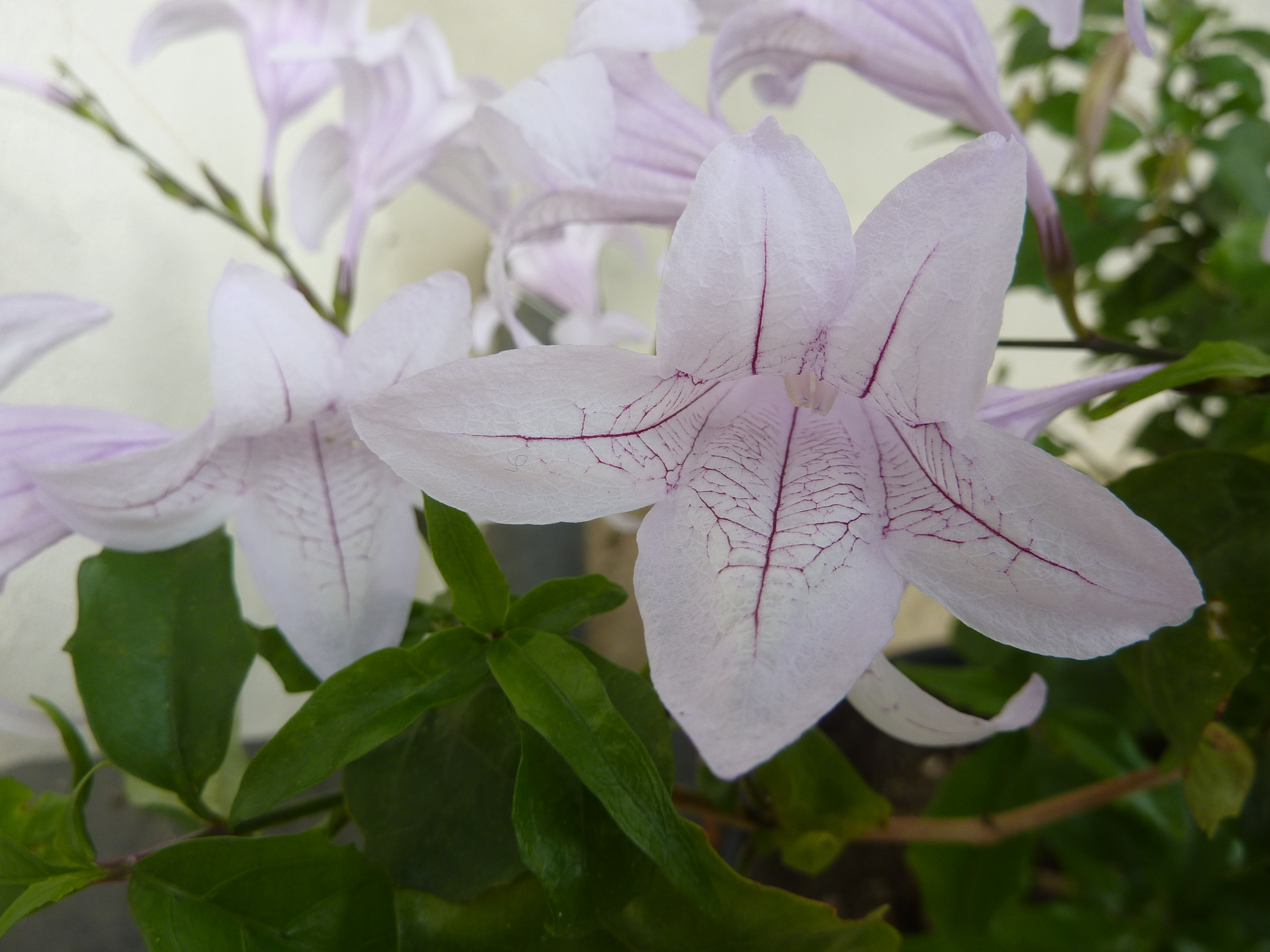
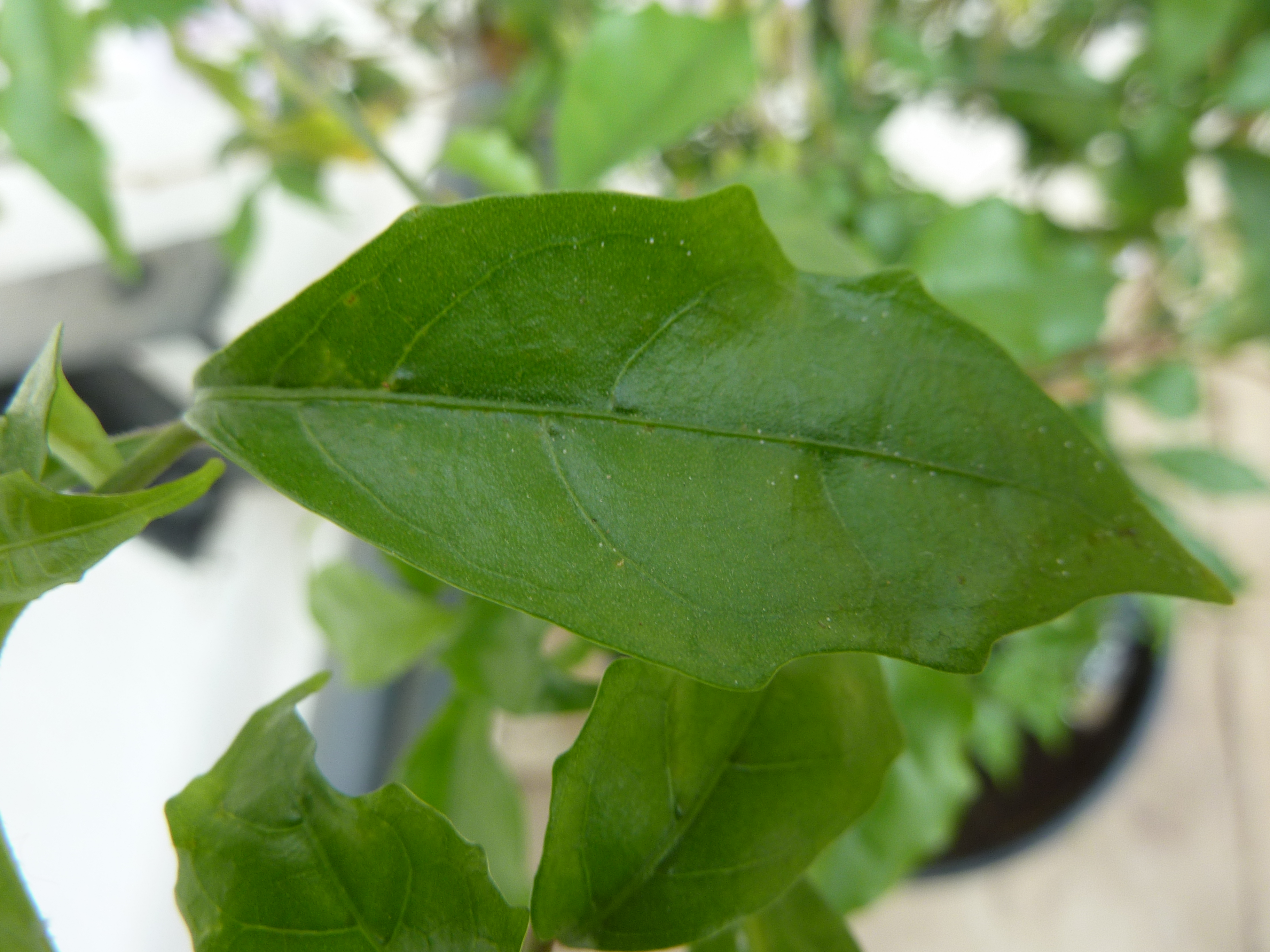
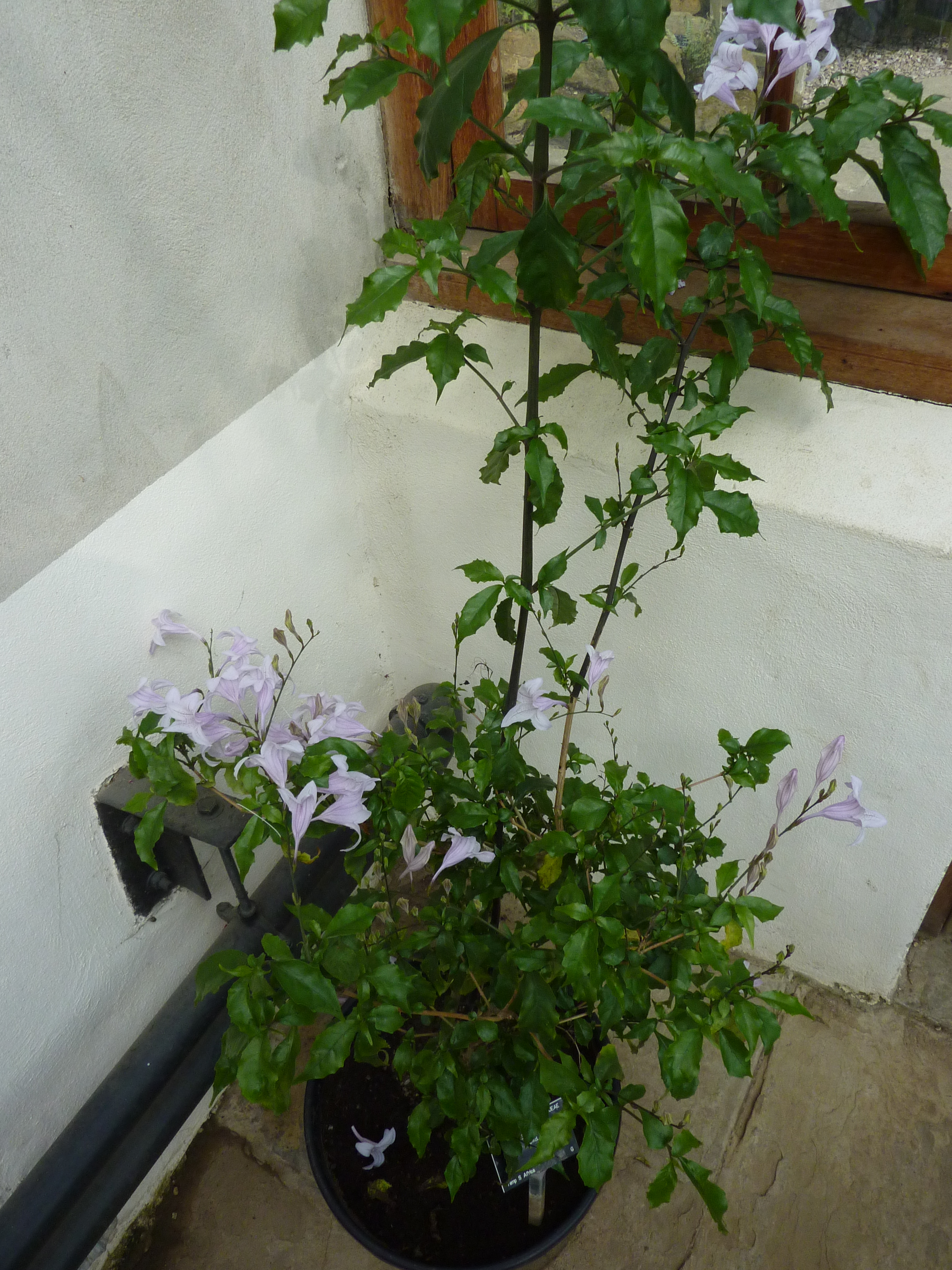